# Mando de Adiestramiento y Doctrina

Escudo del Mando de Adiestramiento y Doctrina.

El Mando de Adiestramiento y Doctrina, MADOC, es el órgano del Apoyo a la Fuerza responsable en el ámbito del Ejército de Tierra español de la dirección, inspección, coordinación e investigación en materias de doctrina, orgánica, materiales, enseñanza y sistemas de instrucción, adiestramiento y evaluación para su aplicación al combate. También controla el proceso de lecciones aprendidas, es responsable del desarrollo a su nivel de las misiones derivadas de la legislación vigente en materia de educación físico-militar y de conducción y seguridad vial. Tiene su sede en el barrio del Realejo, en la ciudad de Granada.
El MADOC se encuentra bajo la dependencia directa del Jefe del Estado Mayor del Ejército de Tierra y le asesora en las materias mencionadas, ostentando ante él la representación de las Armas y Cuerpos del Ejército.
Funcionalmente el MADOC depende de la Dirección General de Reclutamiento y Enseñanza Militar en materia de enseñanza y formación militar.
Este organismo se articula en una Jefatura, una Secretaría General y dos direcciones:
- Dirección Enseñanza, Instrucción, Adiestramiento y Evaluación (DIENADE).
- Dirección de Investigación, Doctrina, Orgánica y Materiales (DIDOM).

La creación de este mando ha supuesto la concentración y unificación de los órganos encargados de estas funciones que hasta ese momento dispersas, facilitando con esta decisión por un lado la coordinación y unificación de esfuerzos y aprovechando al máximo por otro, las posibilidades de los medios humanos y materiales disponibles en el Ejército de Tierra.

## Creación del MADOC
En el Boletín Oficial de la Defensa n.º 51 de 14 de marzo de 1997 se publica el Reael Decreto 287/1.997, por el que se crea el Mando de Adiestramiento y Doctrina en el Ejército de Tierra, asignándole la siguiente misión:

«El Mando de Adiestramiento y Doctrina, bajo la dependencia directa del Jefe del Estado Mayor del Ejército de Tierra, es el órgano responsable de la dirección, inspección, coordinación e investigación en materias de doctrina, orgánica, materiales, enseñanza y sistemas de instrucción, adiestramiento y evaluación, para su aplicación al combate.

Asesora al Jefe del Estado Mayor en estas materias, ostenta ante el mismo la representación de las Armas y Cuerpos y le corresponde, asimismo, la administración de los recursos financieros que tenga asignados.»

En abril de 1997 el Teniente General Jefe del Estado Mayor del Ejército dictó la INSTRUCCIÓN GENERAL 3/97 relativa a la "Integración del Estado Mayor Especial en el Mando de Adiestramiento y Doctrina". En virtud de lo establecido en dicha Instrucción General, el día 20 de junio en el Boletín Oficial de la Defensa n.º 119 se publicó la Resolución 562/07326/97 por la que el personal destinado en el Estado Mayor Especial se integró en el MADOC.

## La internacionalidad de MADOC
A través de la Sección de Asuntos Internacionales (SAI), el Mando de Adiestramiento y Doctrina (MADOC) coordina y facilita las actividades internacionales correspondientes a su ámbito de actuación.
Para ello, cuenta con oficiales españoles destinados en el extranjero en unidades similares u homólogas, en su mayoría, al MADOC, con la denominación de “Oficiales de Enlace, OFEN, cuya principal misión es la de investigar y gestionar información que pudiera ser de interés para nuestro Ejército en el ámbito de las competencias que desarrolla este Mando.
Actualmente, la distribución de nuestros Oficiales de Enlace es la siguiente:
- Army Training and Doctrine Command (Fort Eustis, EE. UU.).
- HQ CAC. Fort Leavenworth. (Kansas, EE. UU.).
- Stato Maggiore dell’Esercito. (Roma, Italia).
- Le Centre de Doctrine et Enseignement du Commandement (CDEC). (Paris, Francia).
- École Franco-Allemande Tigre y EALAT (Le Luc, Francia).
- HQ USARMY en Europa – USAREUR (Wiesbaden, Alemania).
- Comando de Educación y Doctrina (CEDOC) y Centro de Estudios e Investigaciones Militares (CESIM) (Chile).
- UK Army HeadQuarters. (Andover, Reino Unido).
- OFEN en AMT FÜR HEERESENTWICCKLUNG. Centro de Desarrollo de Conceptos y de Capacidades del ET alemán (Colonia, Alemania).

También se dispone de oficiales españoles destinados como profesores en Centros Militares Internacionales, cuya principal misión es la de ejercer la docencia. Se pueden encontrar profesores españoles en:
- Academia Militar del Ejército de Tierra norteamericano (USMA, West Point, EE. UU.).
- U.S. Army War College. (Carlisle, EE. UU.).
- L’Ecole Speciale Militaire de Saint-Cyr. (Vannes – Coëtquidan, Guer - Francia).
- École Franco-Allemande Tigre. (Le Luc, Francia).
- Centre Formation Interarmees CFIA NH90. (Le Cannet des Maures - Le Luc Francia).
- College Royal de L’enseignement Militaire Superieur. (Kenitra, Marruecos).
- Escola do Comando e Estado-Maior do Exército (ECEME), (Rio de Janeiro, Brasil).

Existen oficiales españoles ejerciendo como alumnos en diversos cursos de Altos Estudios que se desarrollan en Centros Militares Internacionales. Actualmente en Argentina, Brasil, Chile, EE. UU., Francia, Italia, Portugal y Reino Unido. 
El MADOC, también cuenta con Oficiales Internacionales destinados en su Cuartel General en Granada y que ejercen sus funciones como Oficial de Enlace. Se dispone de Oficiales pertenecientes a los ejércitos de Argentina, Brasil, Chile y Francia.

## Ciclo de la preparación
Las misiones del MADOC emanan de su responsabilidad en el apoyo a la preparación, y se conciben como el resultado de los procesos que, fundamentados en la adecuada investigación, el estudio de la evolución del combate, la experimentación teórica y las lecciones aprendidas permiten:
- Elaborar la doctrina y otras publicaciones.
- Diseñar nuevas estructuras orgánicas que encuadren a los recursos humanos y materiales.
- Establecer los requisitos de los nuevos materiales paraformar e instruir a los recursos humanos.
- Establecer el sistema para adiestrar y evaluar a las unidades de forma que tras la participación de éstas en Operaciones se realimente el sistema con su experiencia y lecciones aprendidas.

## Premio Hernán Pérez del Pulgar
El Premio Hernán Pérez del Pulgar fue instituido por la Real Maestranza de Caballería de Granada, se convoca entre el personal perteneciente al Ejército de Tierra, por trabajos relacionados con las materias de responsabilidad del MADOC (doctrina, orgánica, materiales, enseñanza y preparación), de acuerdo a las siguientes bases:
Experiencia adquirida de la implantación y aplicación de las normas por las que se instituyó el premio Hernán Pérez del Pulgar así como la conveniencia en algunos casos de no limitar posibilidades, de concretar en otros y de reflejar aspectos no contemplados anteriormente son causas suficientes para proceder a la revisión de las bases del premio cuando se considere procedente.
Con el propósito de fomentar en el personal perteneciente al Ejército de Tierra el espíritu de investigación y análisis, recompensando de forma relevante a los autores de aquellos trabajos relacionados con las materias de responsabilidad del MADOC (doctrina, orgánica, materiales, enseñanza y preparación).

## Sección de Asuntos Institucionales

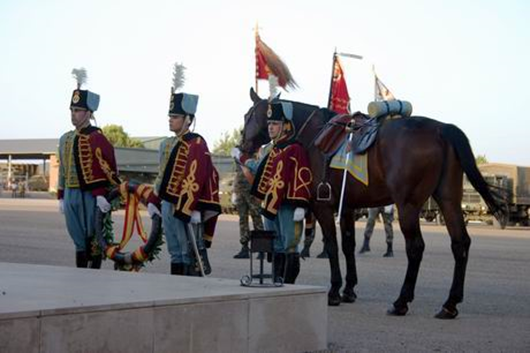
Guardias con uniforme de época

Es el órgano responsable de prestar apoyo al General Jefe del Mando de Adiestramiento y Doctrina (GEMADOC) en sus competencias como representante Institucional del Ejército de Tierra (ET) y como Presidente de la Junta Central de Educación Física y Deportes del ET (JCEFyD ET).
 GEMADOC ejerce la representación institucional del ET, delegada por el General Jefe del Estado Mayor del Ejército (GEJEME), en dos vertientes diferenciadas pero con aspectos comunes.
La primera y más importante de ellas, como representante Institucional de las Armas, Cuerpos y Especialidades del ET, consiste en la conservación, exaltación y difusión de los valores y tradiciones militares en el ámbito del ET, cometidos vitales para fomentar el espíritu de las actuales unidades y renovar permanentemente las virtudes de sus componentes.
La segunda vertiente que ejerce GEMADOC es en el ámbito geográfico de la provincia de Granada, como representante Institucional del ET (RIET) y como Comandante Militar (COMIL), que le permite mantener una estrecha relación con las instituciones y la sociedad de una ciudad que fue la primera Capitanía General de nuestro Ejército y con la que éste ha tenido siempre un vínculo histórico indiscutible.
Como Presidente de la JCEFyD ET,  GEMADOC dispone de una Secretaría Permanente que es el órgano colegiado del ET con las funciones de  impulsar el desarrollo, la promoción y la práctica de la educación física y el deporte entre todo el personal del ET, para alcanzar y mantener en todo momento la condición física de sus miembros. La JCEFyD ET depende funcionalmente del Consejo Superior del Deporte Militar (CSDM), organismo del Ministerio de Defensa que ejerce las competencias del Departamento en los ámbitos de la educación física y el deporte.

## Publicaciones
En 2019 publica el primer número (Los ejércitos de la Monarquía Hispánica) de la serie "Lecciones aprendidas de la Historia".